# Michail Fjodorowitsch Reschetnjow
Michail Fjodorowitsch Reschetnjow (russisch Михаил Фёдорович Решетнёв; * 10. November 1924 in der Ukrainischen SSR; † 26. Januar 1996 in Schelesnogorsk (Krasnojarsk)) war ein sowjetischer und russischer Raumfahrtingenieur.
Reschetnjow besuchte das staatliche Moskauer Luftfahrtinstitut, bevor er 1942 in die Armee eingezogen wurde. Dort arbeitete er bis zum Kriegsende als Flugzeugmechaniker. Danach schloss er seine Ausbildung in Moskau ab.
1950 kam Reschetnjow zum OKB-1, dem damals von Sergei Koroljow geleiteten, führenden Raumfahrtkonstruktionsbüro. Hier arbeitete er an der Kurzstreckenrakete R-11. Im OKB-1 stieg Reschetnjow schnell auf, so dass er von Koroljow vorgeschlagen wurde, als der Posten des Chefdesigners einer neuen OKB-1-Abteilung in Schelesnogorsk besetzt werden musste.
Reschetnjow nahm die Arbeit dort 1959 auf. 1961 wurde die Außenstelle als OKB-10 eigenständig. Zu diesem Zeitpunkt hatte sich das OKB bereits auf die Fertigung von Anwendungssatelliten spezialisiert. Dazu zählten unter anderem die Kommunikationssatelliten vom Typ Molnija sowie zahlreiche Satelliten zur Navigation. Außerdem entwickelte das OKB-10 noch viele weitere Satelliten, die in geostationäre oder erdnahe Orbits gestartet wurden.
Reschetnjow arbeitete zudem an Steuersystemen, die die korrekte Ausrichtung eines Satelliten gewährleisten sollen. Des Weiteren forschte er im Gebiet der Raumfahrtphysik.
1976 wurde er korrespondierendes und 1984 Vollmitglied der Akademie der Wissenschaften der UdSSR. Er erhielt drei Leninorden, den Orden des Roten Sterns, den Leninpreis, den Staatspreis der Russischen Föderation, die Koroljow-Goldmedaille und wurde als Held der sozialistischen Arbeit ausgezeichnet. Der Asteroid (7046) Reshetnev ist nach ihm benannt.
Die Sibirische Staatliche Universität für Wissenschaft und Technologie trägt seinen Namen, ebenso die von ihm begründete russische Firma JSC Information Satellite Systems Reshetnev (Russisch: Информационные спутниковые системы имени академика М. Ф. Решетнёва) als Satellitenherstellerunternehmen in Krasnojarsk-26 (heute Schelesnogorsk), Region Krasnojarsk, nahe der namensgebenden Stadt. Das Unternehmen hieß früher NPO PM (für Prikladnoi Mekhaniki oder Angewandte Mechanik).